# Sakana
Pour les articles homonymes, voir Barranca.
Sakana en basque ou Barranca en espagnol est une comarque de Navarre (Espagne) qui englobe trois vallées historiques telles que Arakil, Aranatz et Burunda) ainsi que quinze municipalités. Elle est délimitée au nord par le massif d'Aralar et au sud par les massifs d'Andia et d'Urbasa. Bien que la comarque soit divisée en trois vallées, on la nomme également la vallée de Sakana.

## Localités de la comarque
| Commune         | Population | Superficie | Densité |
| --------------- | ---------- | ---------- | ------- |
| Altsasu         | 7 501      | 26,8       | 279,88  |
| Arakil          | 882        | 52,36      | 16,84   |
| Arbizu          | 1 006      | 14,3       | 70,34   |
| Arruazu         | 107        | 5,73       | 18,67   |
| Bakaiku         | 337        | 11,7       | 28,8    |
| Ziordia         | 351        | 14,39      | 24,39   |
| Etxarri-Aranatz | 2 434      | 33,02      | 73,71   |
| Ergoiena        | 437        | 41,81      | 10,45   |
| Uharte-Arakil   | 775        | 37,94      | 20,42   |
| Irañeta         | 157        | 8,4        | 18,69   |
| Irurtzun        | 2 192      | 3,52       | 622,7   |
| Iturmendi       | 379        | 9,91       | 38,24   |
| Lakuntza        | 1 103      | 11,03      | 100     |
| Olazti          | 1 762      | 19,62      | 89,8    |
| Urdiain         | 605        | 15,08      | 40,11   |

## Géographie

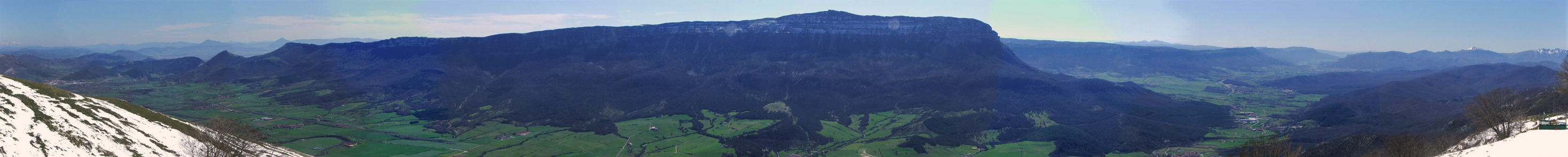
La vallée de Sakana.

Site naturel de Navarre, à la frontière de l'Alava. Elle est traversée par la rivière du même nom Arakil, des municipalités dans les vallée d'Ergoiena et de la Burunda formant ainsi la vallée d'Arakil. Le climat a un indice élevé de précipitations et c'est une région relativement plate.

## Parcs naturels
Le parc naturel Urbasa-Andia a été inscrit parc naturel le 27 février 1997. Il a une superficie de 21 408 ha principalement occupée par des hêtres et des pâturages de montagne. Les massifs se situent entre 42° 35′ et 42° 52′ de latitude nord et son l'altitude oscille entre 835 et 1 492 mètres d'où culmine le mont Beriain. La végétation est d'une grande diversité.
Le parc comprend quatre zones :
- Massif d'Urbasa : 11 399 ha.
- Massif d'Andia : 4 700 ha.
- Limites : 5 190 ha.
- Réserve naturelle d'Urederra : 119 ha.

## Différentes vallées
| Vallée                 | Communes                                                                                      | Concejos |
| ---------------------- | --------------------------------------------------------------------------------------------- | --- |
| Vallée d'Arakil :      | - Arakil - Arbizu - Arruazu - Etxarri-Aranatz - Lakuntza - Uharte-Arakil - Irañeta - Irurtzun | - Aizkorbe (Arakil) - Ekai (Arakil) - Etxarren (Arakil) - Etxeberri (Arakil) - Egiarreta (Arakil) - Errotz (Arakil) - Izurdiaga (Arakil) - Murgindueta (Arakil) - Itsasperri (Arakil) - Satrustegi (Arakil) - Urritzola (Arakil) - Hiriberri (Arakil) - Ihabar (Arakil) - Zuatzu (Arakil) - Lizarragabengoa (Etxarri-Aranatz) |
| Vallée de la Burunda : | - Altsasu - Bakaiku - Ziordia - Iturmendi - Olazti - Urdiain                                  | |
| Vallée d'Ergoiena:     | - Ergoiena                                                                                    | - Dorrao - Lizarraga - Unanu |

## Monts environnants

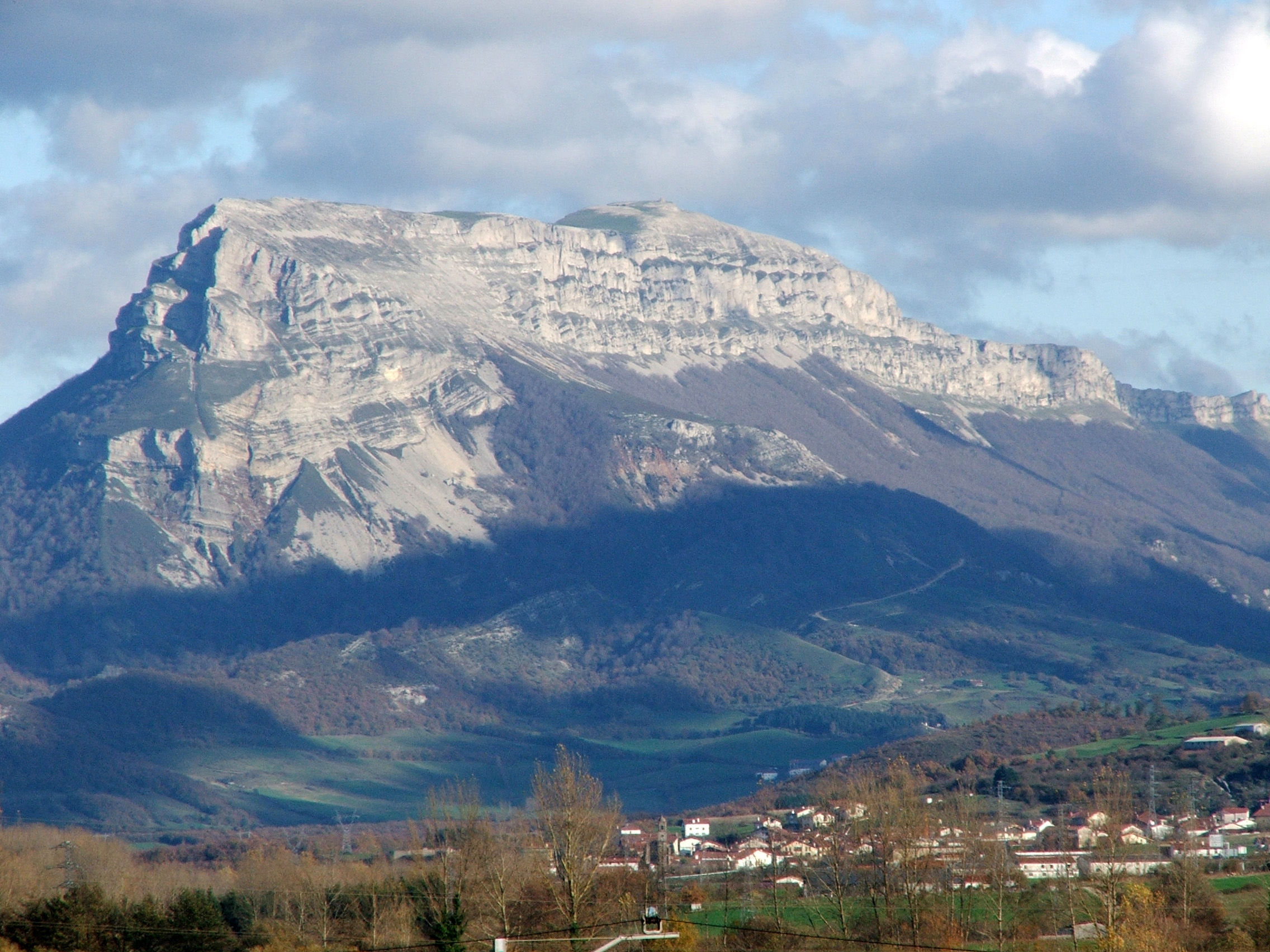
Mont Beriain vu depuis Altsasu

- Massif d'Aralar : le massif d'Aralar a une superficie de 2 190 ha (350 km2) et est située entre le Guipuscoa et la Navarre. C'est un grand massif karstique avec un paysage rocailleux et chaotique, une formation géologique de surface dans les roches calcaires est faite de lapiaz, de collines et une multitude de cimes et de grottes souterraines. C'est aussi un paysage plein de prairies verdoyantes et de hêtraies changeant de couleurs suivant la saison. Ce lieu est le plus important en nombre de dolmens et pour les randonnées pédestres. Le point culminant est le mont Irumugarrieta, appelé aussi Intzeko Torrea en basque, avec ses 1 427 m.
- Massif d'Andia : c'est un plateau légèrement ondulé qui s'élargit au nord sur la vallée d'Arakil et au sud sur la dépression d'Estella. En réalité, c'est la continuité du massif d'Urbasa vers l'est. Le climat et les eaux souterraines ont laissé des traces visibles dans la roche calcaire.
- Massif d'Urbasa : c'est un plateau d'environ 1 000 m de hauteur, un grand plan élevé qui descend abruptement vers le couloir d'Arakil au nord, et vers Améscoa Baja au sud.

## Démographie

Répartition de la population de Sakana.
moins de 500 habitants
entre 500 et 1 000 habitants
entre 1 000 et 5 000 habitants
5 000 habitants et plus

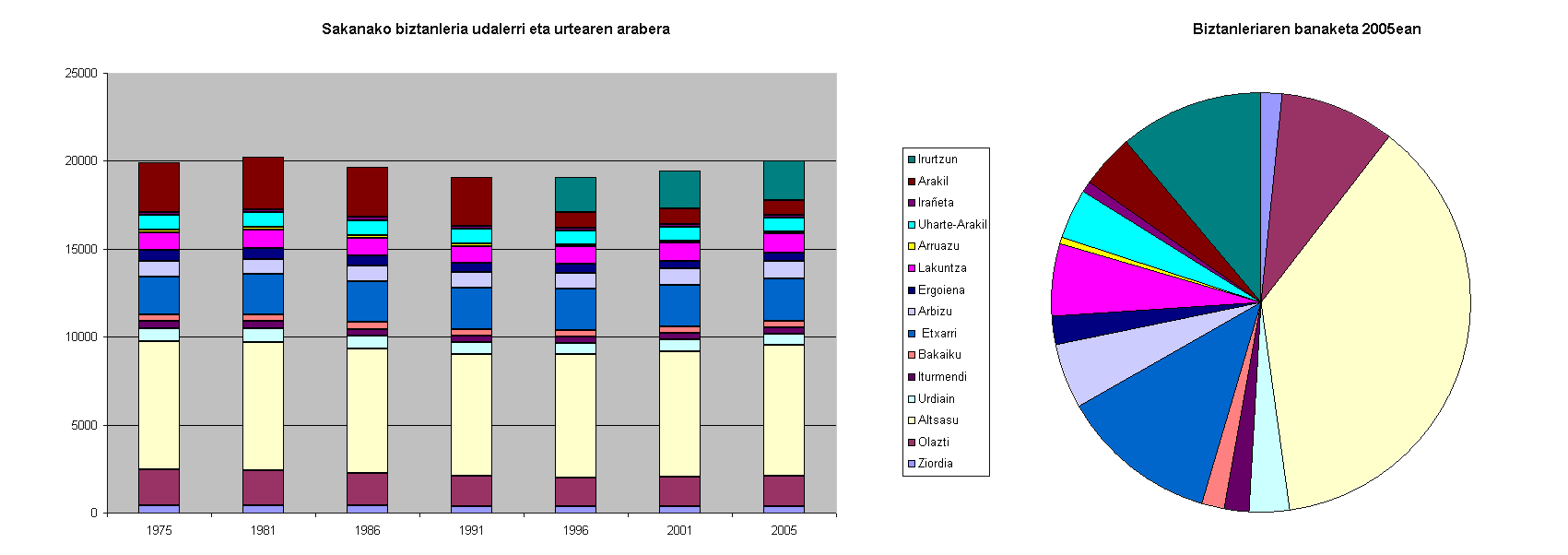
Graphique de la population de Sakana. À gauche, évolution totale et de chaque municipalité. À droite, répartition de la population de Sakana en 2005 dans les municipalités respectives.

Le centre principal de la population de la comarque est à Altsasu qui, en 2006, comptait 7 501 habitants. Un autre groupe de 1 000 à 2 000 habitants (Irurtzun Etxarri-Aranatz, Olazti et Lakuntza) forment un second centre. Les municipalités d'Arakil et d'Ergoiena ne dépassent pas les 100 habitants.

### Sources
- (es) Cet article est partiellement ou en totalité issu de l’article de Wikipédia en espagnol intitulé « Tafalla (comarca) » (voir la liste des auteurs).